# Толсторог
Толсторо́г или толсторогий баран (лат. Ovis canadensis) — вид парнокопытных из рода баранов. Распространён в горах западной части Северной Америки от Канады до полуострова Калифорния.

## Внешний вид
Толсторог — крупное парнокопытное млекопитающее довольно плотного и мощного телосложения, с невысокими и сильными конечностями, толстой, короткой шеей, небольшой головой и слабо выступающим из меха хвостом.
Размеры тела различаются в разных популяциях, но везде самцы в среднем значительно крупнее самок. В Скалистых горах масса тела взрослых самцов достигает 73-143 кг, тогда как масса тела самок составляет лишь 53-91 кг. В пустынях южной части ареала толстороги мельче: масса тела достигает 58-86 кг у самцов и 34-52 кг у самок.
Уши сравнительно малы. Самцы имеют тяжёлые и массивные рога, загибающиеся более или менее пологой спиралью наружу. Их длина составляет около 110 см. Масса рогов особо крупных самцов может достигать 14 кг — примерно столько же, сколько весят суммарно все остальные кости организма. Рога самок развиты всегда хорошо, но слабее, чем у самцов. При общей полусерповидной форме они резко расходятся в стороны.

Окраска изменчива, в целом однотонная желтовато-коричневая или коричнево-бурая, иногда чёрно-бурая, почти чёрная или серо-белая. Брюхо светлое, конец морды и задняя поверхность бёдер («зеркало») белые. Волосяной покров густой и длинный, гривы на шее и груди нет.

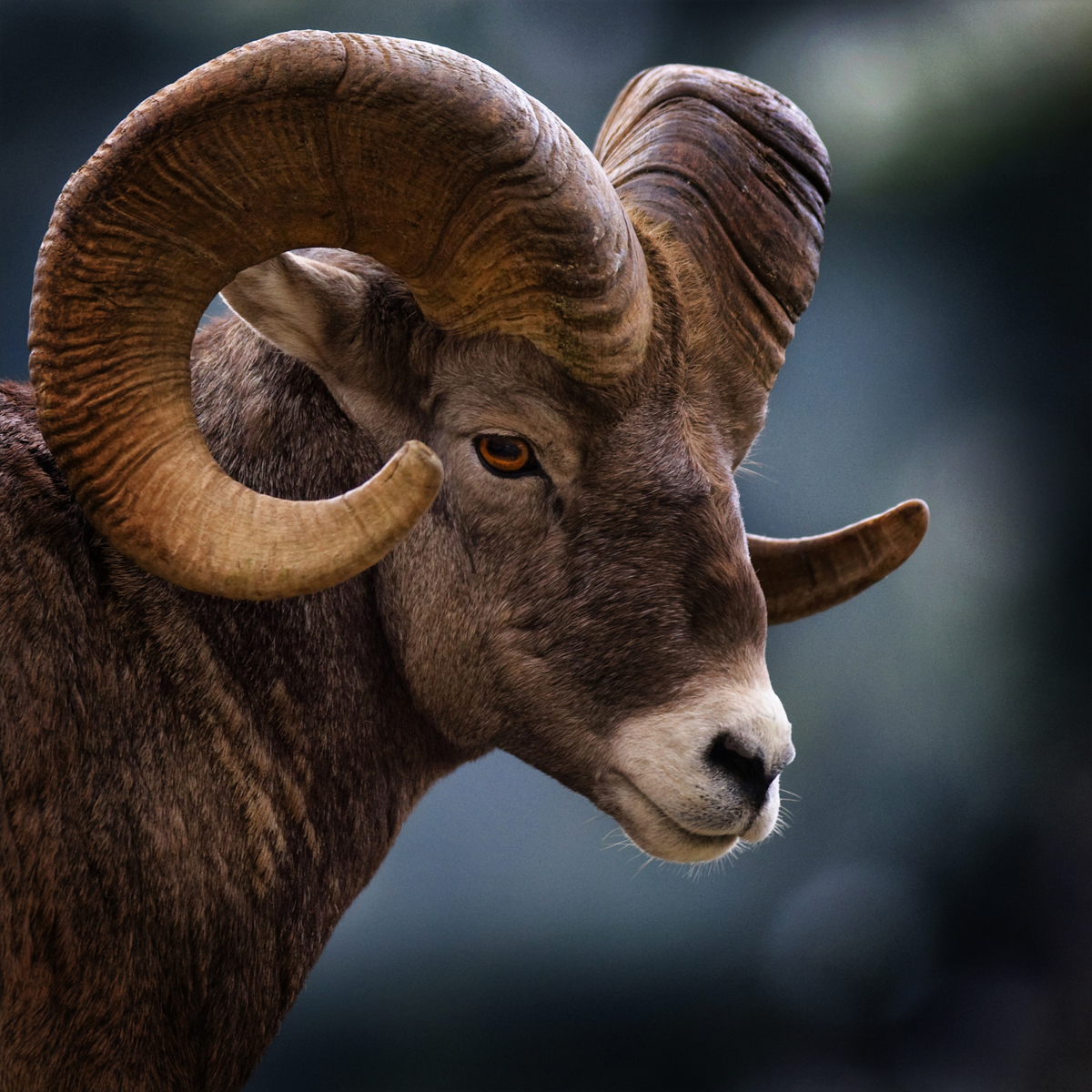
Голова самца
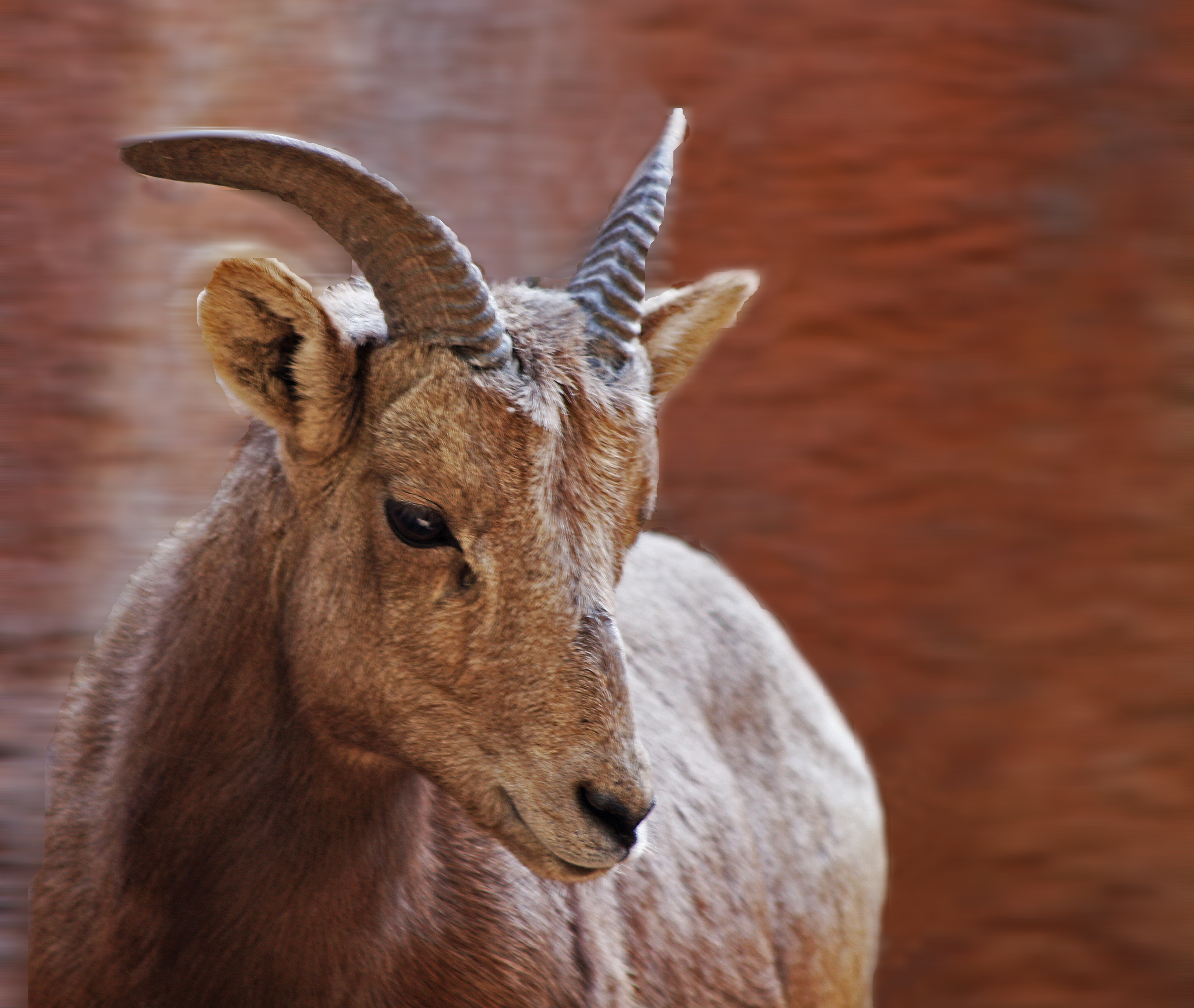
Голова самки
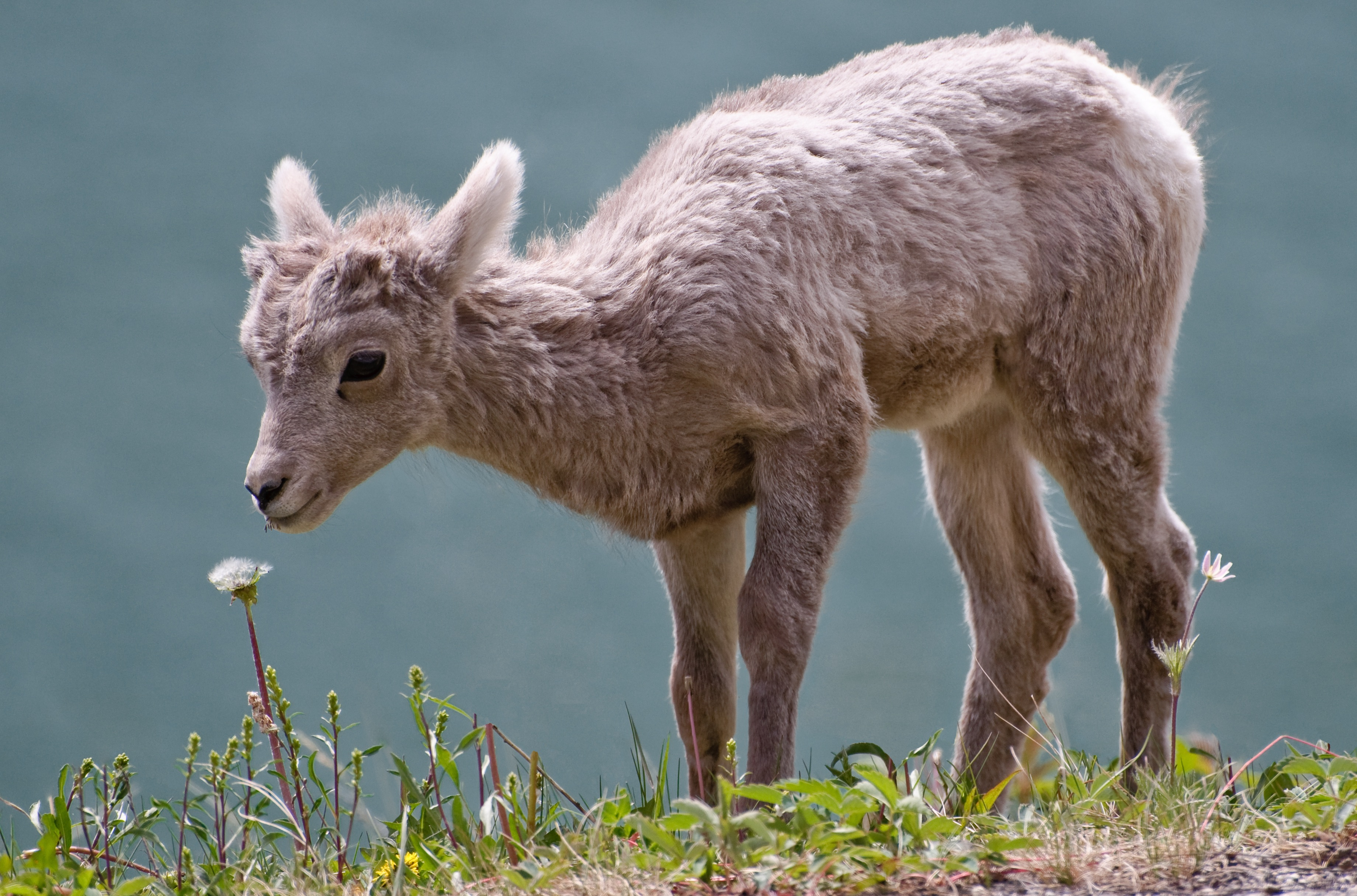
Ягнёнок
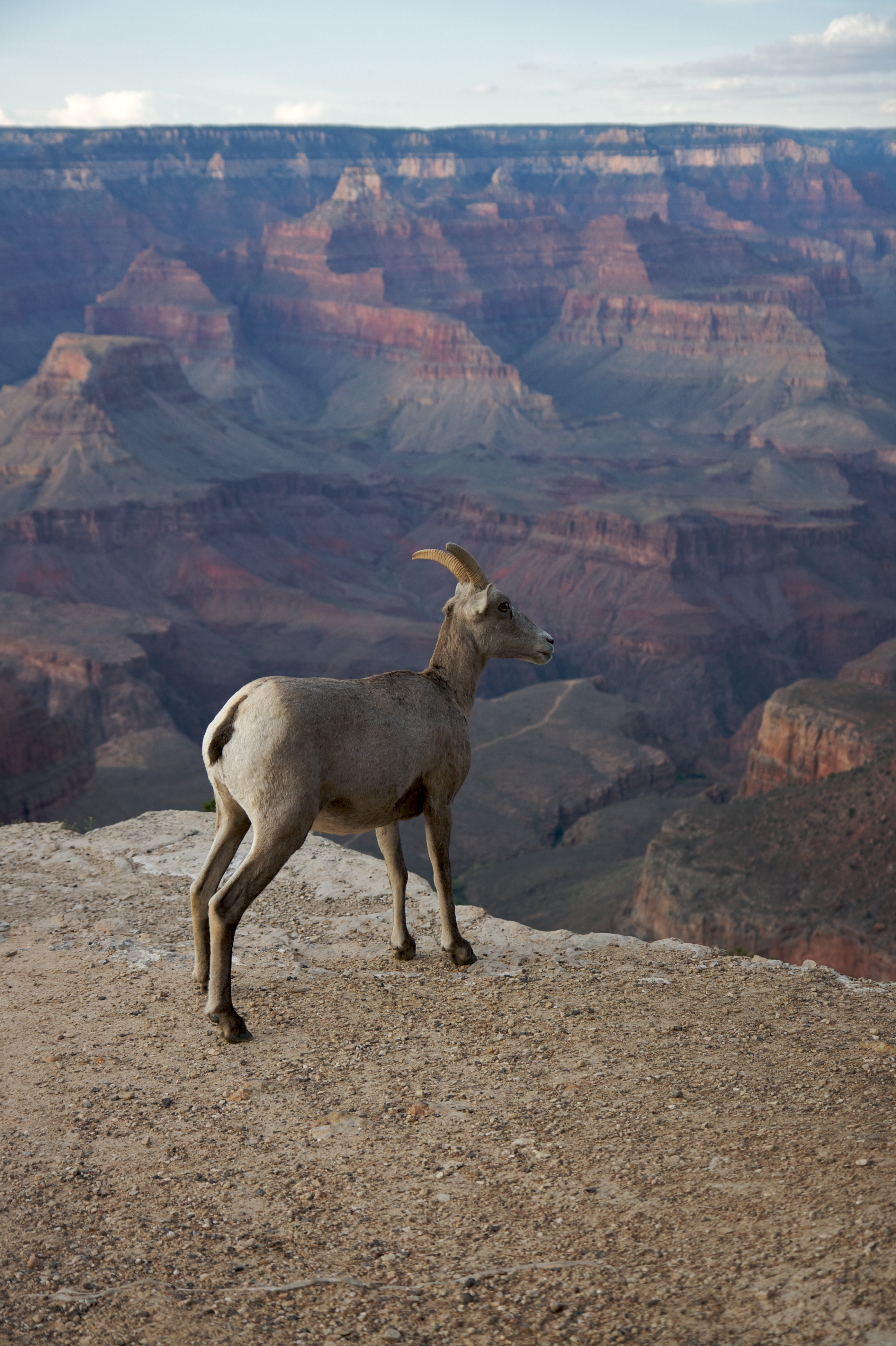
Самка толсторога в Большом Каньоне
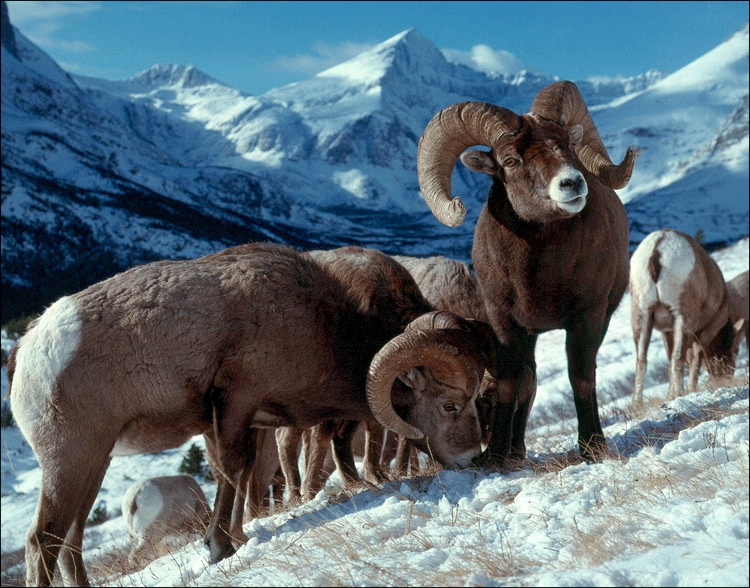
Толстороги в национальном парке Глейшер

## Жизненный цикл
Брачный сезон приходится на осень и начало зимы, а в южной части ареала в пустынной местности он длится с июля по декабрь. Продолжительность беременности составляет около 6 месяцев, детёныши рождаются весной. Обычно самка приносит одного ягнёнка весом в 3-5 кг. Матери вскармливают детёнышей молоком на протяжении 4-6 месяцев.
Самки способны рожать уже в возрасте 10-11 месяцев, но как правило начинают размножаться на втором или третьем году жизни. Самцы участвуют в размножении достигнув доминирующего положения, обычно в возрасте около 7 лет.
Продолжительность жизни связана с динамикой численности популяции. Если численность стабильна или сокращается, толстороги живут 10-19 лет, а в растущей и активно размножающейся популяции — всего лишь 6-7 лет.

## Образ жизни
Пасутся толстороги в светлое время суток, с перерывами, их пищу составляют травянистые растения.
Самцы и самки большую часть года держатся раздельно, объединяясь в небольшие группы (в среднем 4-6 особей у самцов, 6-8 — у самок). Ягнята находятся вместе со своими матерями. В дальнейшем самки остаются в материнской группе, а самцы в возрасте 2—4 лет покидают её и присоединяются к группам самцов. На квадратный километр приходится примерно две особи.
Основными естественными врагами баранов являются волки, медведи, росомахи, пумы. Для ягнят опасность представляют также рыси, койоты и крупные орлы.

## Среда обитания
Толстороги обитают в гористых местностях, населяя альпийские луга и предгорья. Летом они держатся на высотах около 1800—2500 метров над уровнем моря, зимой спускаются до высот 800—1500 метров.

## Эволюция
В плейстоцене (около 750 000 лет назад) предки американских баранов пересекли Берингов перешеек и широко распространились по территории Северной Америки вплоть до Калифорнии и северной Мексики. Разделение от общего предка на два вида началось около 600 000 лет назад. Тонкорогий баран заселил Аляску и северную Канаду, а толсторог — более южные регионы. В настоящее время очень часто встречаются гибриды этих видов, и систематика подвидов толсторога несколько затруднена.

## Экология

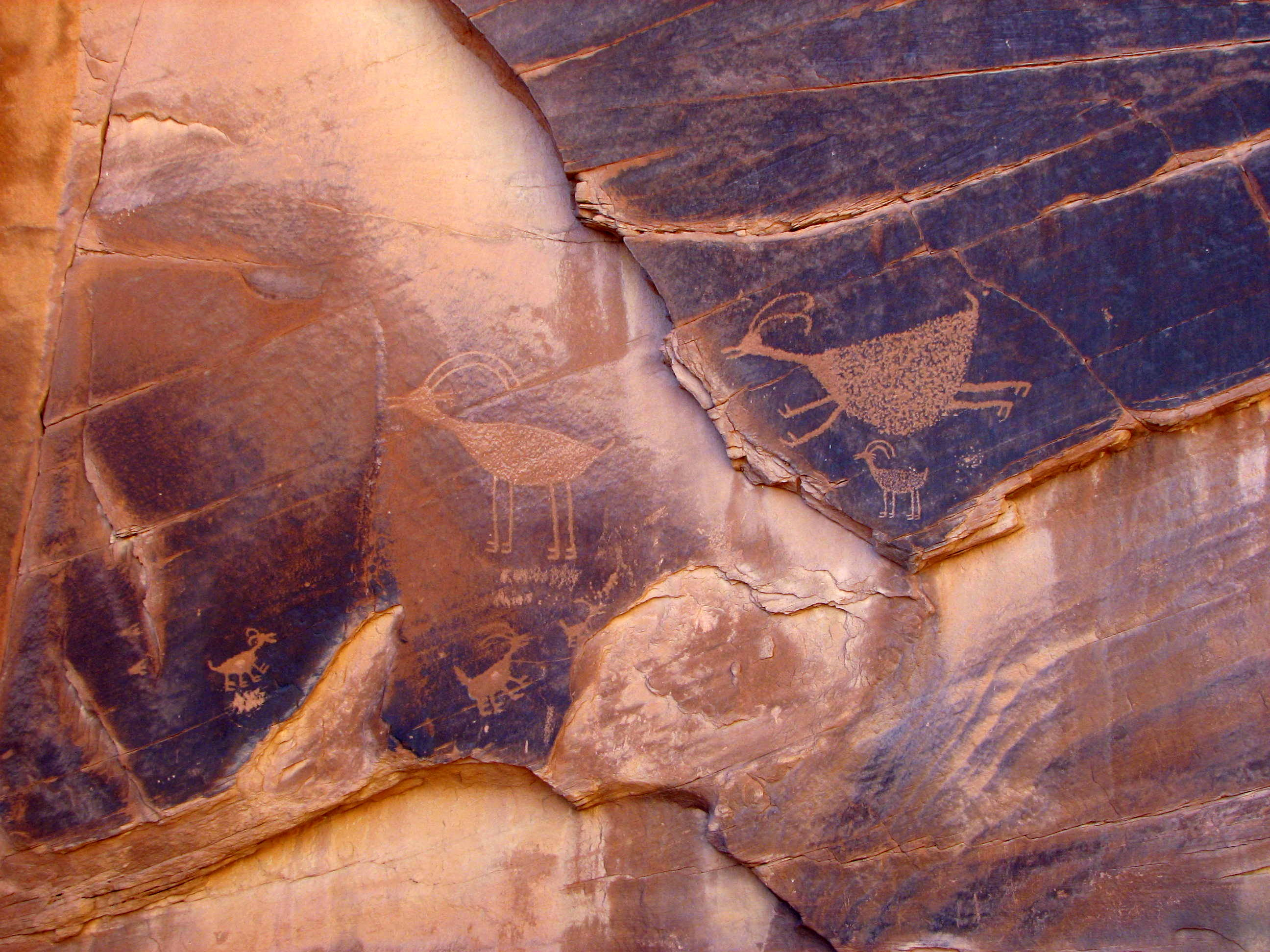
Петроглифы в Долине монументов с изображением толсторогов

Поголовье толсторога на начало XIX века оценивается в 1,5-2 миллиона особей, но к началу XX века сохранилось менее 10 тысяч голов. Сокращение численности произошло из-за хищнического промысла, болезней и вытеснения диких баранов домашними овцами. Подвид Ovis canadensis auduboni, эндемичный для хребта Чёрные Холмы, вымер. Немалую роль в этом сыграла высокая восприимчивость диких баранов к болезням домашнего скота, таким, как чесотка и пневмония.
Однако проведение программ реинтродукции, увеличение количества национальных парков на фоне уменьшения поголовья домашних овец к концу Второй мировой войны привели к частичному восстановлению численности американских толсторогов. Стоит отметить беспрецедентную кампанию по спасению пустынных толсторогов в Аризоне, начатую в 1936 году майором Фредериком Бёрнхемом, предводителем бойскаутского движения, результатом которой стало изъятие около 6100 кв.км. земель штата Аризона из сельскохозяйственного пользования и создание на этой территории заповедника для охраны диких баранов.
В списке Международного союза охраны природы толсторог отнесён к категории видов, находящихся под наименьшей угрозой. В США, в местах, где толстороги имеют наибольшую численность, на них разрешена спортивная охота по лицензиям.
В честь толсторогов (англ. Bighorn sheep) названы несколько географических объектов в США, в частности округ в Монтане, округ в Вайоминге, река в Вайоминге и Монтане.
Голова толсторога является старым логотипом марки Dodge.